# Mean Arenas
Mean Arenas is een videospel voor het platform Commodore Amiga. Het spel werd uitgebracht in 1994. 